# 楢﨑正剛
楢﨑 正剛（ならざき せいごう、1976年4月15日 - ）は、奈良県香芝市出身の元プロサッカー選手、サッカー指導者。現役時代のポジションはゴールキーパー（GK）。元日本代表。

## ユース時代
母の実家がある徳島県で誕生。小学3年生まで大阪府内で育つ。学生野球をしていた父親の影響で、幼少期は野球をしていた。小学校4年生の時に奈良県へ引っ越し、三和スポーツ少年団にてサッカーを始める。当時から身長が高く、サッカーを始めた当初からGKとしてプレーしていた。中学時代は奈良選抜や関西選抜にも選出された。香芝市立香芝中学校卒業後に奈良育英高校へ入学し、全国高等学校サッカー選手権大会でベスト4に進出した。同期のチームメイトにフットサル日本代表の藤井健太がいる。

## クラブ経歴
奈良育英高校卒業後1995年に横浜フリューゲルスに加入し、長期出場停止処分を受けた森敦彦に代わって新人ながら正GKとして出場した。1996年は開幕から6試合連続無失点のJリーグ記録を樹立し、クラブとしても開幕8連勝を果たすなど上位進出に貢献した（最終順位は3位）。同年の活躍によりJリーグベストイレブンに初選出された。1998年シーズン限りでのクラブ消滅が決まった後、元日の天皇杯優勝で有終の美を飾り、1999年に山口素弘、そしてGKコーチのマザロッピと共に名古屋グランパスエイトへ移籍した。名古屋でも移籍一年目からそれまで正GKを務めていた伊藤裕二からポジションを奪い、2000年からは2013年まで14シーズン連続でキャプテンを務めるなどチームの中心選手として活躍。2009年7月25日の対浦和レッズ戦（埼玉スタジアム2002）にて、史上初の「Jリーグ公式戦100完封」を達成した。
2010年シーズンは、初のJリーグ優勝を経験し、GK初のJリーグMVPに輝いた。
2012年11月17日の対ジュビロ磐田戦 (ヤマハスタジアム) で史上2人目のJ1通算500試合出場を達成した。また、2013年5月6日の対ベガルタ仙台戦 (豊田スタジアム) でJ1通算512試合出場を達成、伊東輝悦が持っていたJ1最多出場記録を更新した。
2013年から2015年シーズンは、リーグ戦34試合に全て出場した。
2016年シーズンは、怪我もありリーグ戦27試合の出場となり、チームも低調な成績で自身初のJ2降格を経験した。
2017年シーズンもレギュラーとしてプレーするも、終盤に武田洋平にポジションを奪われ、J1昇格を決めたJ1昇格プレーオフでも武田にポジションを譲る形になった。
2018年シーズンは、オーストラリア代表のランゲラックの加入もあり、プロ入り後初めて公式戦無出場に終わった。12月2日に行われた2018年限りで引退するライバルであった川口能活の引退セレモニーにサプライズで登場し、その際に川口から「まだ、続けてください。僕の分も頑張ってください」と引退を視野に入れていた楢崎に言葉を掛けた。しかし、2019年1月8日に引退を発表。奇しくも川口と同じ年にユニフォームを脱ぐことになった。3月2日に名古屋とC大阪の試合前に行われた引退セレモニーでは、川口がサプライズで花束を持って登場した。またセレモニー後、場内を一周した際には、セレッソ大阪ゴール裏サポーターからも声援と大きな拍手を受けた。試合後は選手たちによって胴上げされた。

## 代表経歴
日本代表には1996年に初選出され、1998年2月15日のオーストラリア戦で国際Aマッチ初出場を果たした。日本のワールドカップ初出場となった1998年フランス大会メンバーに初選出されるが出場機会は無かった。
フランス大会後、代表監督に就任したフィリップ・トルシエの下で出場機会を増やし、2002年日韓大会では川口能活に代わって正GKを務め、4試合全てに出場する。日本代表史上ワールドカップでの初勝ち点、初勝利（完封勝利）、初の決勝トーナメント進出に貢献した。また、この間2000年シドニーオリンピック代表にも森岡隆三、三浦淳宏と共にオーバーエイジ枠で選出され全試合に出場した。
日韓大会後のジーコの代表監督就任後も代表の正GKを務め、2003年10月8日の親善試合チュニジア戦から2004年2月18日のドイツW杯アジア1次予選グループ3第1戦オマーン戦まで、7試合無失点という日本代表連続無失点記録を作った。しかし、怪我で出場できなかったアジアカップにおいて楢﨑の代わりに川口が活躍し、大会後は出場機会が減り、2006年ドイツ大会では出場機会はなかった。
ドイツ大会後に代表監督に就任したイビチャ・オシムからは暫く招集を見送られていたが、クラブでの好調さを評価され2007年のキリンカップのメンバーに招集され、モンテネグロ戦で24試合ぶりの先発出場を果たした。2008年のワールドカップアジア3次予選途中からは約5年振りとなる代表レギュラーとしてプレーした。
しかし2010年南アフリカ大会直前の練習試合においては、高地適用で遅れたために スタメンを川島永嗣が務め、本大会でも出場機会は得られなかった。楢崎本人は日本に帰国してから、エル・ゴラッソの取材に「高山病はガセネタ。毎日練習していたし、高地にも普通に順化できた」と話している。
フル代表では、10年以上にわたり、楢崎と川口の二頭体制が続いた。川口が初先発した1997年2月13日のスウェーデン戦から、南アフリカワールドカップ直前で、楢崎がスタメン落ちする前の試合である2010年5月23日の韓国戦まで、2人のどちらかが先発した国際Aマッチは合計192試合に及ぶ（楢崎76試合、川口116試合）。この間に、2人以外のGKが先発した国際Aマッチは僅か24試合しか無い。
2010年9月7日、グアテマラ戦（長居スタジアム）に先発フル出場（国際Aマッチ77試合目）。その後の記者会見で日本代表からの引退を表明した。
国際Aマッチ7試合連続無失点という日本記録を持っていたが、2021年3月に権田修一によって更新された。

## 引退後
2019年2月15日に名古屋グランパスで、Jクラブ初のCSF(クラブスペシャルフェロー)として活動する事を発表した。CSFについて公式サイトでは、「『日本のGKがさらに世界で認められる手助けをし、日本のサッカー界の発展に貢献したい』という楢崎氏の想いに弊クラブが賛同し新設した役職。後進のGK育成のために、国内外の指導・育成現場の視察などの活動を通し、日本のGKのレベルアップに貢献できる取り組みについて検討、併せて、グランパスの渉外・広報活動、ホームタウン活動にも従事する」と綴られている。
2019年10月24日に開催されたJリーグ理事会において同年開催のJリーグアウォーズでJリーグ功労選手賞の授与が決定した。
2020年には名古屋グランパスにて、上記の「クラブスペシャルフェロー」に加え「アカデミーダイレクター補佐」および「アカデミーGKコーチ」を兼任することとなった。
2021年2月18日、日本サッカー協会によるオンライン理事会の承認により、2021年度のJFAトレセンコーチに就任。全国各地域で有望な若手GKを育成していくと発表された。名古屋グランパスの「クラブスペシャルフェロー」、「アカデミーダイレクター補佐」、「アカデミーGKコーチ」とも引き続き兼任となった。

## 人物・エピソード
- FIFAワールドカップに4大会連続で選出された。史上初のJリーグ公式戦100完封達成者。
- 2010年にJリーグMVPをゴールキーパー史上初めて獲得[22]。
- かつては海外移籍志望を持っており[23]、2004年にはリーガ・エスパニョーラのアトレティコ・マドリードが楢崎獲得に乗り出していると報道されたが[23]、実現には至らなかった。
- シドニーオリンピック準々決勝のアメリカ戦で味方選手と衝突し、流血しながら最後までプレーを続けたがPK戦で敗れる。試合後に病院に直行したところ、左眉付近が骨折していることが判明した。これには後日談があり、アテネ五輪の日本代表監督を務めた山本昌邦が五輪代表のキャンプでアデレードの同じ会場を訪れた際、選手たちに「あれが楢崎が血を流してまで守ろうとしたゴールだ。しっかり目に焼きつけておくように」と語った逸話がある[24]。
- プロキャリアをスタートした横浜フリューゲルスへの思い入れが強く、ライバルの川口能活が当時横浜マリノスにいたこともあり、フリューゲルス合併後に統合チーム（横浜F・マリノス）へ所属するという見方はほとんどなかった。その転籍後の名古屋グランパス時代には「『前所属・横浜フリューゲルス』を消したくないので、できるならもう移籍したくない」という発言をしている[25]通り、2018年に引退するまで移籍することはなかった[26][27]。
- 2010年、楢崎が代表引退を発表した際、労う意味やその頃名古屋グランパスが優勝を目指していたことがあり、当時では珍しいディフェンスの選手のチャントを作ることになった。当初は「楢崎正剛 名古屋の誇り 代わりは居ない お前が一番 そうさ俺らの守護神」だったが、「楢崎正剛」の発音から、歌いやすいように「名古屋」と「俺ら」を入れ替えた[28]。

## 所属クラブ
ユース経歴
- 香芝市立三和小学校
- 香芝市立香芝中学校
- 1992年 - 1994年 奈良育英高校

プロ経歴
- 1995年 - 1998年  横浜フリューゲルス
- 1999年 - 2018年  名古屋グランパスエイト/名古屋グランパス

## 個人成績
| 国内大会個人成績 | 国内大会個人成績 | 国内大会個人成績 | 国内大会個人成績 | 国内大会個人成績 | 国内大会個人成績 | 国内大会個人成績 | 国内大会個人成績 | 国内大会個人成績 | 国内大会個人成績 | 国内大会個人成績 | 国内大会個人成績 |
| 年度             | クラブ           | 背番号           | リーグ           | リーグ戦         | リーグ戦         | リーグ杯         | リーグ杯         | オープン杯       | オープン杯       | 期間通算         | 期間通算         |
| 年度             | クラブ           | 背番号           | リーグ           | 出場             | 得点             | 出場             | 得点             | 出場             | 得点             | 出場             | 得点             |
| 日本             | 日本             | 日本             | 日本             | リーグ戦         | リーグ戦         | リーグ杯         | リーグ杯         | 天皇杯           | 天皇杯           | 期間通算         | 期間通算         |
| ---------------- | ---------------- | ---------------- | ---------------- | ---------------- | ---------------- | ---------------- | ---------------- | ---------------- | ---------------- | ---------------- | ---------------- |
| 1995             | 横浜F            | -                | J                | 23               | 0                | -                | -                | 2                | 0                | 25               | 0                |
| 1996             | 横浜F            | -                | J                | 23               | 0                | 14               | 0                | 2                | 0                | 39               | 0                |
| 1997             | 横浜F            | 1                | J                | 24               | 0                | 7                | 0                | 5                | 0                | 36               | 0                |
| 1998             | 横浜F            | 1                | J                | 34               | 0                | 0                | 0                | 5                | 0                | 39               | 0                |
| 1999             | 名古屋           | 1                | J1               | 25               | 0                | 4                | 0                | 5                | 0                | 34               | 0                |
| 2000             | 名古屋           | 1                | J1               | 30               | 0                | 2                | 0                | 2                | 0                | 34               | 0                |
| 2001             | 名古屋           | 1                | J1               | 28               | 0                | 6                | 0                | 1                | 0                | 35               | 0                |
| 2002             | 名古屋           | 1                | J1               | 30               | 0                | 0                | 0                | 3                | 0                | 33               | 0                |
| 2003             | 名古屋           | 1                | J1               | 28               | 0                | 6                | 0                | 2                | 0                | 36               | 0                |
| 2004             | 名古屋           | 1                | J1               | 26               | 0                | 0                | 0                | 2                | 0                | 28               | 0                |
| 2005             | 名古屋           | 1                | J1               | 32               | 0                | 0                | 0                | 1                | 0                | 33               | 0                |
| 2006             | 名古屋           | 1                | J1               | 24               | 0                | 2                | 0                | 2                | 0                | 28               | 0                |
| 2007             | 名古屋           | 1                | J1               | 29               | 0                | 4                | 0                | 2                | 0                | 35               | 0                |
| 2008             | 名古屋           | 1                | J1               | 30               | 0                | 2                | 0                | 1                | 0                | 33               | 0                |
| 2009             | 名古屋           | 1                | J1               | 26               | 0                | 0                | 0                | 3                | 0                | 29               | 0                |
| 2010             | 名古屋           | 1                | J1               | 34               | 0                | 0                | 0                | 0                | 0                | 34               | 0                |
| 2011             | 名古屋           | 1                | J1               | 24               | 0                | 2                | 0                | 3                | 0                | 29               | 0                |
| 2012             | 名古屋           | 1                | J1               | 32               | 0                | 1                | 0                | 4                | 0                | 37               | 0                |
| 2013             | 名古屋           | 1                | J1               | 34               | 0                | 6                | 0                | 1                | 0                | 41               | 0                |
| 2014             | 名古屋           | 1                | J1               | 34               | 0                | 6                | 0                | 2                | 0                | 42               | 0                |
| 2015             | 名古屋           | 1                | J1               | 34               | 0                | 6                | 0                | 0                | 0                | 40               | 0                |
| 2016             | 名古屋           | 1                | J1               | 27               | 0                | 3                | 0                | 1                | 0                | 31               | 0                |
| 2017             | 名古屋           | 1                | J2               | 29               | 0                | -                | -                | 0                | 0                | 29               | 0                |
| 2018             | 名古屋           | 1                | J1               | 0                | 0                | 0                | 0                | 0                | 0                | 0                | 0                |
| 通算             | 日本             | 日本             | J1               | 631              | 0                | 71               | 0                | 49               | 0                | 751              | 0                |
| 通算             | 日本             | 日本             | J2               | 29               | 0                | -                | -                | 0                | 0                | 29               | 0                |
| 総通算           | 総通算           | 総通算           | 総通算           | 660              | 0                | 71               | 0                | 49               | 0                | 780              | 0                |

その他の国内公式戦
- 2000 XEROX SUPER CUP 1試合0得点
- 2011 XEROX SUPER CUP 1試合0得点

| 国際大会個人成績 | 国際大会個人成績 | 国際大会個人成績 | 国際大会個人成績 | 国際大会個人成績 |
| 年度             | クラブ           | 背番号           | 出場             | 得点             |
| AFC              | AFC              | AFC              | ACL              | ACL              |
| ---------------- | ---------------- | ---------------- | ---------------- | ---------------- |
| 2009             | 名古屋           | 1                | 6                | 0                |
| 2011             | 名古屋           | 1                | 6                | 0                |
| 2012             | 名古屋           | 1                | 7                | 0                |
| 通算             | AFC              | AFC              | 19               | 0                |

その他の国際試合
- 2000/01 アジアカップウィナーズカップ 2試合0得点

## 代表歴

### 出場大会など
- 1996年 AFCアジアカップ (出場なし)
- 1998年 FIFAワールドカップ・フランス大会 (出場なし)
- 1999年 コパ・アメリカ (1次リーグ敗退、3試合中2試合出場)
- 2000年 シドニーオリンピック (オーバーエイジ枠で全試合出場)
- 2002年 FIFAワールドカップ・日韓大会 (全試合出場)
- 2003年 FIFAコンフェデレーションズカップ (全試合出場)
- 2003年 東アジアサッカー選手権 (全試合出場)
- 2004年 AFCアジアカップ (出場なし)
- 2006年 FIFAワールドカップ・ドイツ大会 (出場なし)
- 2007年 AFCアジアカップ (出場なし)
- 2010年 FIFAワールドカップ・南アフリカ大会 (出場なし)

### 試合数
- 国際Aマッチ 77試合 0得点 (1998年 - 2010年)[1]

| 日本代表 | 国際Aマッチ | 国際Aマッチ |
| 年       | 出場        | 得点        |
| -------- | ----------- | ----------- |
| 1998     | 2           | 0           |
| 1999     | 3           | 0           |
| 2000     | 9           | 0           |
| 2001     | 1           | 0           |
| 2002     | 10          | 0           |
| 2003     | 12          | 0           |
| 2004     | 9           | 0           |
| 2005     | 4           | 0           |
| 2006     | 0           | 0           |
| 2007     | 1           | 0           |
| 2008     | 12          | 0           |
| 2009     | 6           | 0           |
| 2010     | 8           | 0           |
| 通算     | 77          | 0           |

### 出場
| No. | 開催日         | 開催都市                   | スタジアム                         | 対戦相手                 | 結果        | 監督                 | 大会                       |
| --- | -------------- | -------------------------- | ---------------------------------- | ------------------------ | ----------- | -------------------- | -------------------------- |
| 1.  | 1998年02月15日 | アデレード                 |                                    | オーストラリア           | ○3-0        | 岡田武史             | 国際親善試合               |
| 2.  | 1998年03月01日 | 神奈川県                   | 横浜国際総合競技場                 | 韓国                     | ○2-1        | 岡田武史             | ダイナスティカップ         |
| 3.  | 1999年06月06日 | 神奈川県                   | 横浜国際総合競技場                 | ペルー                   | △0-0        | フィリップ・トルシエ | キリンカップ               |
| 4.  | 1999年06月29日 | アスンシオン               |                                    | ペルー                   | ●2-3        | フィリップ・トルシエ | コパ・アメリカ             |
| 5.  | 1999年07月05日 | ペドロ・ファン・カバジェロ |                                    | ボリビア                 | △1-1        | フィリップ・トルシエ | コパ・アメリカ             |
| 6.  | 2000年02月05日 | 香港                       |                                    | メキシコ                 | ●0-1        | フィリップ・トルシエ | カールスバーグカップ       |
| 7.  | 2000年02月20日 | マカオ                     |                                    | マカオ                   | ○3-0        | フィリップ・トルシエ | アジアカップ予選           |
| 8.  | 2000年03月15日 | 愛知県                     | 神戸総合運動公園ユニバー記念競技場 | 中華人民共和国           | △0-0        | フィリップ・トルシエ | キリンビバレッジ           |
| 9.  | 2000年04月26日 | ソウル                     |                                    | 韓国                     | ●0-1        | フィリップ・トルシエ | 国際親善試合               |
| 10. | 2000年06月04日 | カサブランカ               |                                    | フランス                 | △2-2(PK2-4) | フィリップ・トルシエ | ハッサン2世杯              |
| 11. | 2000年06月11日 | 宮城県                     | 宮城スタジアム                     | スロバキア               | △1-1        | フィリップ・トルシエ | キリンカップ               |
| 12. | 2000年06月18日 | 神奈川県                   | 横浜国際総合競技場                 | ボリビア                 | ○2-0        | フィリップ・トルシエ | キリンカップ               |
| 13. | 2000年08月16日 | 広島県                     | 広島広域公園陸上競技場             | アラブ首長国連邦         | ○3-1        | フィリップ・トルシエ | キリンチャレンジ           |
| 14. | 2000年12月20日 | 東京都                     | 国立霞ヶ丘競技場陸上競技場         | 韓国                     | △1-1        | フィリップ・トルシエ | キリンビバレッジ           |
| 15. | 2001年03月24日 | サンドニ                   |                                    | フランス                 | ●0-5        | フィリップ・トルシエ | 国際親善試合               |
| 16. | 2002年03月21日 | 大阪府                     | 長居陸上競技場                     | ウクライナ               | ○1-0        | フィリップ・トルシエ | キリンチャレンジカップ     |
| 17. | 2002年04月17日 | 神奈川県                   | 横浜国際総合競技場                 | コスタリカ               | △1-1        | フィリップ・トルシエ | キリンチャレンジカップ     |
| 18. | 2002年05月02日 | 兵庫県                     | 御崎公園球技場                     | ホンジュラス             | △3-3        | フィリップ・トルシエ | キリンカップ               |
| 19. | 2002年05月25日 | 東京都                     | 国立霞ヶ丘競技場陸上競技場         | スウェーデン             | △1-1        | フィリップ・トルシエ | キリンチャレンジカップ     |
| 20. | 2002年06月04日 | 埼玉県                     | 埼玉スタジアム2002                 | ベルギー                 | △2-2        | フィリップ・トルシエ | ワールドカップ             |
| 21. | 2002年06月09日 | 神奈川県                   | 横浜国際総合競技場                 | ロシア                   | ○1-0        | フィリップ・トルシエ | ワールドカップ             |
| 22. | 2002年06月14日 | 大阪府                     | 長居陸上競技場                     | チュニジア               | ○2-0        | フィリップ・トルシエ | ワールドカップ             |
| 23. | 2002年06月18日 | 宮城県                     | 宮城スタジアム                     | トルコ                   | ●0-1        | フィリップ・トルシエ | ワールドカップ             |
| 24. | 2002年10月16日 | 東京都                     | 国立霞ヶ丘競技場陸上競技場         | ジャマイカ               | △1-1        | ジーコ               | キリンチャレンジカップ     |
| 25. | 2002年11月20日 | 埼玉県                     | 埼玉スタジアム2002                 | アルゼンチン             | ●0-2        | 山本昌邦（代行）     | キリンチャレンジカップ     |
| 26. | 2003年04月16日 | ソウル                     |                                    | 韓国                     | ○1-0        | ジーコ               | 国際親善試合               |
| 27. | 2003年05月31日 | 東京都                     | 国立霞ヶ丘競技場陸上競技場         | 韓国                     | ●0-1        | ジーコ               | 国際親善試合               |
| 28. | 2003年06月08日 | 大阪府                     | 長居陸上競技場                     | アルゼンチン             | ●1-4        | ジーコ               | キリンカップ               |
| 29. | 2003年06月11日 | 埼玉県                     | 埼玉スタジアム2002                 | パラグアイ               | △0-0        | ジーコ               | キリンカップ               |
| 30. | 2003年06月18日 | サンドニ                   |                                    | ニュージーランド         | ○3-0        | ジーコ               | コンフェデレーションカップ |
| 31. | 2003年06月20日 | サンテティエンヌ           |                                    | フランス                 | ●1-2        | ジーコ               | コンフェデレーションカップ |
| 32. | 2003年06月22日 | サンテティエンヌ           |                                    | コロンビア               | ●0-1        | ジーコ               | コンフェデレーションカップ |
| 33. | 2003年10月08日 | チュニス                   |                                    | チュニジア               | ○1-0        | ジーコ               | 国際親善試合               |
| 34. | 2003年11月19日 | 大分県                     | 大分スポーツ公園総合競技場         | カメルーン               | △0-0        | ジーコ               | キリンチャレンジカップ     |
| 35. | 2003年12月04日 | 東京都                     | 国立霞ヶ丘競技場陸上競技場         | 中華人民共和国           | ○2-0        | ジーコ               | 東アジア選手権             |
| 36. | 2003年12月07日 | 埼玉県                     | 埼玉スタジアム2002                 | 香港                     | ○1-0        | ジーコ               | 東アジア選手権             |
| 37. | 2003年12月10日 | 神奈川県                   | 横浜国際総合競技場                 | 韓国                     | △0-0        | ジーコ               | 東アジア選手権             |
| 38. | 2004年02月12日 | 東京都                     | 国立霞ヶ丘競技場陸上競技場         | イラク                   | ○2-0        | ジーコ               | 国際親善試合               |
| 39. | 2004年02月18日 | 埼玉県                     | 埼玉スタジアム2002                 | オマーン                 | ○1-0        | ジーコ               | ワールドカップ予選         |
| 40. | 2004年03月31日 | シンガポール               |                                    | シンガポール             | ○2-1        | ジーコ               | ワールドカップ予選         |
| 41. | 2004年04月25日 | ザラエジェルツェグ         |                                    | ハンガリー               | ●2-3        | ジーコ               | 国際親善試合               |
| 42. | 2004年04月28日 | プラハ                     |                                    | チェコ                   | ○1-0        | ジーコ               | 国際親善試合               |
| 43. | 2004年05月30日 | マンチェスター             |                                    | アイスランド             | ○3-2        | ジーコ               | 国際親善試合               |
| 44. | 2004年06月01日 | マンチェスター             |                                    | イングランド             | △1-1        | ジーコ               | 国際親善試合               |
| 45. | 2004年08月18日 | 静岡県                     | 静岡県小笠山総合運動公園スタジアム | アルゼンチン             | ●1-2        | ジーコ               | キリンチャレンジカップ     |
| 46. | 2004年12月16日 | 神奈川県                   | 横浜国際総合競技場                 | ドイツ                   | ●0-3        | ジーコ               | キリンチャレンジカップ     |
| 47. | 2005年03月25日 | テヘラン                   |                                    | イラン                   | ●1-2        | ジーコ               | ワールドカップ予選         |
| 48. | 2005年03月30日 | 埼玉県                     | 埼玉スタジアム2002                 | バーレーン               | ○1-0        | ジーコ               | ワールドカップ予選         |
| 49. | 2005年08月03日 | 大田                       |                                    | 中華人民共和国           | △2-2        | ジーコ               | 東アジア選手権             |
| 50. | 2005年09月07日 | 宮城県                     | 宮城スタジアム                     | ホンジュラス             | ○5-4        | ジーコ               | キリンチャレンジカップ     |
| 51. | 2007年06月01日 | 静岡県                     | 静岡県小笠山総合運動公園スタジアム | モンテネグロ             | ○2-0        | イビチャ・オシム     | キリンカップ               |
| 52. | 2008年01月30日 | 東京都                     | 国立霞ヶ丘競技場陸上競技場         | ボスニア・ヘルツェゴビナ | ○3-0        | 岡田武史             | キリンチャレンジカップ     |
| 53. | 2008年02月20日 | 重慶                       |                                    | 中華人民共和国           | ○1-0        | 岡田武史             | 東アジア選手権             |
| 54. | 2008年05月24日 | 愛知県                     | 豊田スタジアム                     | コートジボワール         | ○1-0        | 岡田武史             | キリンカップ               |
| 55. | 2008年05月27日 | 埼玉県                     | 埼玉スタジアム2002                 | パラグアイ               | △0-0        | 岡田武史             | キリンカップ               |
| 56. | 2008年06月02日 | 神奈川県                   | 横浜国際総合競技場                 | オマーン                 | ○3-0        | 岡田武史             | ワールドカップ予選         |
| 57. | 2008年06月07日 | マスカット                 |                                    | オマーン                 | △1-1        | 岡田武史             | ワールドカップ予選         |
| 58. | 2008年06月14日 | バンコク                   |                                    | タイ                     | ○3-0        | 岡田武史             | ワールドカップ予選         |
| 59. | 2008年06月22日 | 埼玉県                     | 埼玉スタジアム2002                 | バーレーン               | ○1-0        | 岡田武史             | ワールドカップ予選         |
| 60. | 2008年08月20日 | 北海道                     | 札幌ドーム                         | ウルグアイ               | ●1-3        | 岡田武史             | キリンチャレンジカップ     |
| 61. | 2008年09月06日 | マナマ                     |                                    | バーレーン               | ○3-2        | 岡田武史             | ワールドカップ予選         |
| 62. | 2008年10月09日 | 新潟県                     | 新潟スタジアム                     | アラブ首長国連邦         | △1-1        | 岡田武史             | キリンチャレンジカップ     |
| 63. | 2008年10月15日 | 埼玉県                     | 埼玉スタジアム2002                 | ウズベキスタン           | △1-1        | 岡田武史             | ワールドカップ予選         |
| 64. | 2009年03月28日 | 埼玉県                     | 埼玉スタジアム2002                 | バーレーン               | ○1-0        | 岡田武史             | ワールドカップ予選         |
| 65. | 2009年05月27日 | 大阪府                     | 長居陸上競技場                     | チリ                     | ○4-0        | 岡田武史             | キリンカップ               |
| 66. | 2009年05月31日 | 東京都                     | 国立霞ヶ丘競技場陸上競技場         | ベルギー                 | ○4-0        | 岡田武史             | キリンカップ               |
| 67. | 2009年06月06日 | タシケント                 |                                    | ウズベキスタン           | ○1-0        | 岡田武史             | ワールドカップ予選         |
| 68. | 2009年06月10日 | 神奈川県                   | 横浜国際総合競技場                 | カタール                 | △1-1        | 大木武（代行）       | ワールドカップ予選         |
| 69. | 2009年06月17日 | メルボルン                 |                                    | オーストラリア           | ●1-2        | 岡田武史             | ワールドカップ予選         |
| 70. | 2010年02月02日 | 大分県                     | 大分スポーツ公園総合競技場         | ベネズエラ               | △0-0        | 岡田武史             | キリンチャレンジカップ     |
| 71. | 2010年02月06日 | 東京都                     | 東京スタジアム                     | 中華人民共和国           | △0-0        | 岡田武史             | 東アジア選手権             |
| 72. | 2010年02月11日 | 東京都                     | 国立霞ヶ丘競技場陸上競技場         | 香港                     | ○3-0        | 岡田武史             | 東アジア選手権             |
| 73. | 2010年02月14日 | 東京都                     | 国立霞ヶ丘競技場陸上競技場         | 韓国                     | ●1-3        | 岡田武史             | 東アジア選手権             |
| 74. | 2010年03月03日 | 愛知県                     | 豊田スタジアム                     | バーレーン               | ○2-0        | 岡田武史             | アジアカップ予選           |
| 75. | 2010年04月07日 | 大阪府                     | 長居陸上競技場                     | セルビア                 | ●0-3        | 岡田武史             | キリンチャレンジカップ     |
| 76. | 2010年05月24日 | 埼玉県                     | 埼玉スタジアム2002                 | 韓国                     | ●0-2        | 岡田武史             | キリンチャレンジカップ     |
| 77. | 2010年09月07日 | 大阪府                     | 長居陸上競技場                     | グアテマラ               | ○2-1        | 原博実（代行）       | キリンチャレンジカップ     |

## 指導歴
- 2020年 -  名古屋グランパス
  - 2020年 - 2023年 アカデミーダイレクター補佐兼アカデミーGKコーチ
    - 2021年 JFAコーチ GK担当 (兼任)

  - 2024年 トップチーム アシスタントGKコーチ
  - 2025年 - トップチーム GKコーチ

## タイトル

### クラブ
横浜フリューゲルス
- 1998年 天皇杯優勝

名古屋グランパスエイト/名古屋グランパス
- 1999年 天皇杯優勝
- 2010年 Jリーグ優勝

### 個人
- Jリーグ最優秀選手賞 (2010年)
- Jリーグベストイレブン (1996年、1998年、 2003年、2008年、2010年、2011年)
- Jリーグ優秀選手賞 (1997年、1998年、1999年、2000年、2002年、2003年、2004年、2008年、2010年、2011年)
- Jリーグ功労選手賞 (2019年）

## 出演

### CM
- トヨタ自動車「MR-S」 (2002年)
- 内閣府「ストップ・エイズ・キャンペーン」 (2002年)
- PUMA『がんばれ、高校サッカー』 (2006年) - 田中達也との共演
- ソニー・インタラクティブエンタテインメント「PlayStation®4『がんばった２人』篇」（2019年3月8日 - ）- 川口能活との共演[29]

### 映画
- 名探偵コナン 11人目のストライカー（2012年） - 本人役[30]

## 著書
- 「失点 取り返せないミスの後で」2010年6月4日発売　幻冬舎